# Якубовська Марія Степанівна
Марі́я Степанівна Якубо́вська, до шлюбу Маткобожик (*29 серпня 1959, Почапи (Любомльський район)) — українська поетеса, прозаїкиня, драматургиня, критикиня, есеїстка, культурологиня, дослідниця історії та теорії літератури. Кандидат філологічних наук, доцент кафедри українознавства Української академії друкарства. Відмінник народної освіти України.

## Біографія
Народилася 29 серпня 1959 року в селі Почапи Любомльського району Волинської області. У 1981 році закінчила Львівський державний університет імені Івана Франка. Працювала у середніх школах, педагогічному коледжі. 
У 1980-ті студенти університету ім. Франка і члени літстудії «Франкова кузня» відкрили для себе Марію Якубовську як українську поетесу. Членкиня Національної спілки письменників України з 2 вересня 2003 року.
Головна редакторка часопису «Літературний Львів». Голова Гільдії митців Львівщини.

## Літературна діяльність
У творчому доробку Марії Якубовської понад 70 книжок різних жанрів. Підготувала і впровадила в життя чотири навчальні програми з української літератури (станом на 2005 рік). Авторка культурологічного проекту «Духовність». Організаторка та ініціаторка створення Міжнародної письменницької організації. Засновниця літературних премій: премія ім. О. Грицая, премія ім. Ірини Вільде, «Лісова пектораль».
| | \| У літературу я ввійшла як Марія Маткобожик (це моє дівоче прізвище). Перші публікації з'явилися 1974 року. Мушу зауважити, що енергетика прізвища впливає на долю людини. Поки я мала прізвище Маткобожик, моє життя, як і вірші, було якимось страдницьким. Тоді я працювала керівником літстудії «Франкова кузня»[2]. \| |
| У літературу я ввійшла як Марія Маткобожик (це моє дівоче прізвище). Перші публікації з'явилися 1974 року. Мушу зауважити, що енергетика прізвища впливає на долю людини. Поки я мала прізвище Маткобожик, моє життя, як і вірші, було якимось страдницьким. Тоді я працювала керівником літстудії «Франкова кузня». | |

## ВІРШІ З МАЙДАНУ
І перший ряд впаде, обдурений киями.
Знов дзвони загудуть — і небо спалахне.
І Каїна печать устане поміж нами, Й молитвою трава погасне і… сплакне.
Печальний блиск щитів. Знов брат іде на брата.
Хтось лічить бариші, а хтось тремтить в юрбі.
І миє руки той, хто научив Пілата, Як обійти рожен, щоб пертись у святі.
То кригою встаєм, то попелом, то гноєм.
І тільки схлип вітрів гуде та ковила.
Так хочеться вернутися героєм
До Пирогощі з древнього села.
Так хочеться молитись, і мовчати, І стати тихо серед світлих зір.
Та тільки плаче степ і… кличе мати, І зойкає пожмаканий папір.
2
Ми не знали, що руки летіли до неба, як крила;
А сипучість пісків через пальці текла, як вода.
Рівно зірка прониже пітьму, як замети Ярило.
і читатиме вічність розмиті у сні письмена.
Явна хіть пірамід — і черлені щити, наче ружі.
Слово прагне вогню, за заметами виють вовки.
Віщі сови гудуть, миють крила орли серед стужі, І не знати чому піраміди стоять, наче ртуть.
Тьмяна пристрасть снігів, тінь летить невідомої птиці, Де завіси старі, як обдерті лахміття, пливуть.
Фісгармонії стид, і уперше збунтовані вівці
Лижуть сніг, наче воду, в кошару уже не ідуть. …
Омиваючи берег Каяли, намети ростуть.
Тут запах цвіту промайне-сяйне.
Такий врочистий, аж подаленілий.
Ти не впізнаєш в цвіті тім мене.
Здивуєшся: взялася звідки сила.
У безлічі замаяних облич
Шукати будеш, але вже даремно.
Бо я сама пройшла крізь ночі клич
І лячно було в тих обіймах темних.
Отож цвіту — роняю цвіт в росу.
Дивуєшся чи, може, і не бачиш?
Я пелюстки лише тобі несу.
А яблука? Дозріють ще! Побачиш!

## Журнальні публікації
- Якубовська М. С. Формування культурологічного світогляду студентів як парадигма професійного становлення фахівців нового типу (на прикладі науково-педагогічної діяльності професора Ігоря Васильовича Огірка). [Електронний ресурс] / М. С. Якубовська // Поліграфія і видавнича справа. — 2013. — № 3-4. — С. 84-92. — Режим доступу: http://nbuv.gov.ua/UJRN/Pivs_2013_3-4_15
- Якубовська М. С. Формування духовного порозуміння між народами як основа комунікативної компетентності сучасних фахівців технічного профілю / М. С. Якубовська // Вісник Маріупольського державного університету. Серія: Філософія, культурологія, соціологія. — 2014. — Вип. 8. — С. 92-98. — Режим доступу: http://nbuv.gov.ua/UJRN/Vmdu_fks_2014_8_15.
- Якубовська М. С. Аксіологічні засади якості педагогічної освіти (з досвіду роботи Української академії друкарства . Наукові записки. Українська академія друкарства. 2013. № 3 (44).
- Якубовська М. С. Формування комунікативної культури як основи професійної компетентності студентів заочної форми навчання ВНЗ технічного профілю (з досвіду роботи заочного відділення Української академії друкарства)Наукові записки. Українська академія друкарства. 2013. № 4 (45).

| українська персоналія | Це незавершена стаття про особу, що має стосунок до України. Ви можете допомогти проєкту, виправивши або дописавши її. |